# Jukka Vastaranta
Jukka Vastaranta (ur. 29 marca 1984 w Tampere) – fiński kolarz górski i szosowy, srebrny medalista szosowych mistrzostw świata juniorów i wicemistrz Europy MTB.

## Kariera
Pierwszy sukces w karierze Jukka Vastaranta osiągnął w 1999 roku, kiedy zdobył srebrny medal w kryterium szosowym podczas europejskiego festiwalu młodzieży w Esbjerg. W 2001 roku był zwycięzcą indywidualnym klasyfikacji generalnej w Międzynarodowym Wyścigu Kolarskim o Puchar Prezydenta Miasta Grudziądza. Na rozgrywanych trzy lata później szosowych mistrzostwach świata w Zolder zdobył srebrny medal w wyścigu ze startu wspólnego juniorów. W 2003 roku wygrał belgijski Triptyque ardennais, a w 2005 roku zajął trzecie miejsce w Tour de Luxembourg. Od 2009 roku startuje także w kolarstwie górskim. W 2011 roku był ósmy na mistrzostwach świata w maratonie MTB w Montebelluna, a na ME w Dohňanach zdobył srebrny medal, przegrywając tylko z Rosjaninem Aleksiejem Miedwiediewem. Rok wcześniej był czwarty na mistrzostwach Europy. Ponadto w 2009 roku zdobył mistrzostwo Finlandii, zarówno w cross-country i maratonie.